# باستان‌شناسی رایانه‌ای
باستان‌شناسی رایانه‌ای (در انگلیسی: Computational archaeology ) یا روش های تحلیلی مبتنی بر رایانه، برای مطالعه رفتار انسان در دراز مدت و تکامل رفتاری را توصیف می کند.  این واژه به مانند سایر رشته ها که پیشوند "رایانه ای" دارند (به عنوان مثال زیست شناسی رایانه ای، فیزیک رایانه ای و علوم اجتماعی رایانه ای بایگانی‌شده  در ۳۰ ژوئیه ۲۰۱۹ توسط Wayback Machine) برای باستان شناسی به کارگرفته شده و روش نمی‌تواند بدون کمک از رایانه اجرا شود. باستان شناسی رایانه ای، به خصوص هنگام تحلیل های مکانی مانند تحلیل نقشه میدان دید ( viewshed analysis) و تحلیل کوتاه ترین مسیر بهینه (least-cost path analysis)، می تواند شامل استفاده از سیستم های اطلاعات جغرافیایی (GIS) باشد، زیرا این رویکردها از نظر محاسباتی به اندازه کافی پیچیده بوده و اگر در اجرای آنها از توان پردازش یک رایانه استفاده نشود، انجام عملیات بسیار دشوار خواهد بود. به همین ترتیب برخی از مدل سازی های آماری و ریاضی  برای انجام محاسبات شبیه سازی رایانه ای رفتار انسان و تکامل رفتاری با استفاده از نرم‌افزاری مانند Swarm یا Repast بدون کمک رایانه غیرممکن خواهد بود. همچنین به کارگیری انواع دیگر نرم‌افزارهای سفارشی برای حل مشکلات باستان شناسی، مانند ادراک انسان و حرکت در محیط های ساخته شده توسط انسان، با استفاده از نرم‌افزارهایی مانند Space Syntax توسعه یافته توسط کالج لندن، تحت لوای"باستان شناسی رایانه ای" قرار می گیرد.